# Campeonato Uruguayo de Segunda División 2018
El Campeonato Uruguayo 2018 Dr. Bernardo Serviansky constituyó el 77.º torneo de Segunda División Profesional del fútbol uruguayo organizado por la AUF, correspondiente al año 2018.

## Sistema de disputa
El formato de disputa será de todos contra todos, en dos ruedas de 26 etapas que tendrán los 14 clubes participantes durante la temporada iniciada el sábado 3 de marzo. Se contabilizará una única tabla de posiciones (Anual) y los tres primeros equipos obtendrán el ascenso. Habrá dos descensos a la Segunda B Nacional 2019 que serán para los dos clubes que finalicen en la penúltima y última posición de la Tabla del Descenso.

## Equipos participantes

### Ascensos y descensos
| Club          | Descendido como                              |
| ------------- | -------------------------------------------- |
| Sud América   | 14° Tabla del descenso Primera División 2017 |
| Juventud      | 15° Tabla del descenso Primera División 2017 |
| Plaza Colonia | 16° Tabla del descenso Primera División 2017 |

| Club   | Ascendido como                  |
| ------ | ------------------------------- |
| Albion | Campeón Segunda B Nacional 2017 |

| Club     | Ascendido como                                                |
| -------- | ------------------------------------------------------------- |
| Torque   | Campeón Segunda División 2017                                 |
| Atenas   | Subcampeón Segunda División 2017                              |
| Progreso | Ganador Play-Offs por el tercer ascenso Segunda División 2017 |

| Club             | Descendido como                              |
| ---------------- | -------------------------------------------- |
| Sportivo Huracán | 14° Tabla del descenso Segunda División 2017 |
| Canadian         | 15° Tabla del descenso Segunda División 2017 |

### Información de equipos
Datos hasta antes del inicio del torneo. Todos los datos estadísticos corresponden únicamente a los Campeonatos Uruguayos organizados por la Asociación Uruguaya de Fútbol. Las fechas de fundación de los equipos son las declaradas por los propios clubes implicados.
| Club                |  | Ciudad      | Estadio                                | Capacidad | Fundación               | Temporadas | Temporadas Consecutivas | Títulos | Subtítulos | 2017 |
| ------------------- |  | ----------- | -------------------------------------- | --------- | ----------------------- | ---------- | ----------------------- | ------- | ---------- | ---- |
| Sud América         |  | Montevideo  | Parque Carlos Ángel Fossa              | 6.000     | 15 de febrero de 1914   | ?          | ?                       | 7       | ?          |      |
| Juventud            |  | Las Piedras | Parque Artigas                         | 10.000    | 24 de diciembre de 1935 | ?          | ?                       | 1       | ?          |      |
| Plaza Colonia       |  | Colonia     | Prof. Alberto Suppici                  | 15.000    | 22 de abril de 1917     | ?          | ?                       | —       | ?          |      |
| Villa Teresa        |  | Montevideo  | José Nasazzi                           | 5.002     | 1 de junio de 1941      | ?          | ?                       | 5       | ?          | 4°   |
| Cerro Largo         |  | Melo        | Arq. Antonio Eleuterio Ubilla          | 10.000    | 19 de noviembre de 2002 | ?          | ?                       | —       | ?          | 5°   |
| Cerrito             |  | Montevideo  | Parque Maracaná                        | 8.000     | 28 de octubre de 1929   | ?          | ?                       | 1       | ?          | 6°   |
| Deportivo Maldonado |  | Maldonado   | Domingo Burgueño Miguel                | 25.000    | 25 de agosto de 1928    | ?          | ?                       | —       | ?          | 7°   |
| Central Español     |  | Montevideo  | Parque Palermo                         | 6.500     | 5 de enero de 1905      | ?          | ?                       | 3       | ?          | 8°   |
| Rentistas           |  | Montevideo  | Complejo Rentistas                     | 10.600    | 26 de marzo de 1933     | ?          | ?                       | 4       | ?          | 9°   |
| Villa Española      |  | Montevideo  | Obdulio Varela                         | 8.000     | 18 de agosto de 1940    | ?          | ?                       | 1       | ?          | 10°  |
| Tacuarembó          |  | Tacuarembó  | Raúl Goyenola                          | 8.000     | 11 de noviembre de 1998 | ?          | ?                       | 1       | ?          | 11°  |
| Miramar Misiones    |  | Montevideo  | Parque Luis Méndez Piana               | 6.500     | 26 de marzo de 1906     | ?          | ?                       | 3       | ?          | 12°  |
| Oriental            |  | La Paz      | Martínez Monegal                       | 6.000     | 24 de junio de 1924     | ?          | ?                       | —       | ?          | 13°  |
| Albion              |  | Montevideo  | Parque Dr. Enrique Falco Lichtemberger | 2.000     | 1 de junio de 1891      | ?          | ?                       | —       | ?          |      |

## Tabla Anual
|                                             | Pos. | Equipos             | PJ | PG | PE | PP | GF | GC | Dif. | Puntos |
| ------------------------------------------- | ---- | ------------------- | -- | -- | -- | -- | -- | -- | ---- | ------ |
| Campeón Uruguayo de Segunda División 2018   | 1°   | Cerro Largo         | 26 | 14 | 9  | 3  | 33 | 16 | +17  | 51     |
|                                             | 2°   | Juventud            | 26 | 15 | 5  | 6  | 46 | 24 | +22  | 50     |
|                                             | 3°   | Plaza Colonia       | 26 | 11 | 11 | 4  | 35 | 28 | +7   | 44     |
|                                             | 4°   | Cerrito             | 26 | 10 | 7  | 9  | 30 | 37 | -7   | 37     |
|                                             | 5°   | Villa Teresa        | 26 | 10 | 6  | 10 | 39 | 31 | +8   | 36     |
|                                             | 6°   | Deportivo Maldonado | 26 | 9  | 8  | 9  | 32 | 27 | +5   | 35     |
|                                             | 7°   | Tacuarembó          | 26 | 9  | 8  | 9  | 32 | 28 | +4   | 35     |
|                                             | 8°   | Sud América         | 26 | 8  | 11 | 7  | 32 | 30 | +2   | 35     |
|                                             | 9°   | Central Español     | 26 | 8  | 8  | 10 | 29 | 30 | -1   | 32     |
|                                             | 10°  | Villa Española      | 26 | 7  | 8  | 11 | 32 | 40 | -8   | 29     |
|                                             | 11°  | Albion              | 26 | 6  | 10 | 10 | 27 | 36 | -9   | 28     |
|                                             | 12°  | Rentistas           | 26 | 8  | 4  | 14 | 31 | 43 | -12  | 28     |
|                                             | 13°  | Miramar Misiones    | 26 | 5  | 11 | 10 | 26 | 41 | -15  | 26     |
|                                             | 14°  | Oriental            | 26 | 5  | 8  | 13 | 26 | 39 | -13  | 23     |
| Última actualización: 27 de octubre de 2018 |      |                     |    |    |    |    |    |    |      |        |

|  | Campeón. Asciende a Campeonato Uruguayo de Primera División 2019. |
|  | Ascienden a Campeonato Uruguayo de Primera División 2019.         |

## Primera Rueda
| Villa Teresa    | 1:0 | Rentistas           | José Nasazzi          | 3 de marzo | 10:05 |
| Cerrito         | 1:1 | Albion              | Juan Bautista Capurro | 3 de marzo | 16:00 |
| Sud América     | 2:2 | Villa Española      | Parque Paladino       | 3 de marzo | 16:00 |
| Juventud        | 2:0 | Deportivo Maldonado | Parque Artigas        | 3 de marzo | 16:00 |
| Central Español | 1:1 | Plaza Colonia       | Parque Palermo        | 3 de marzo | 16:00 |
| Cerro Largo     | 4:0 | Miramar Misiones    | Antonio Ubilla        | 3 de marzo | 19:00 |
| Tacuarembó      | 0:1 | Oriental            | Raúl Goyenola         | 4 de marzo | 16:00 |

| Rentistas           | 4:1 | Cerrito         | Parque Palermo          | 10 de marzo | 10:05 |
| Albion              | 1:2 | Sud América     | José Nasazzi            | 10 de marzo | 16:00 |
| Oriental            | 0:0 | Cerro Largo     | Martínez Monegal        | 10 de marzo | 16:00 |
| Deportivo Maldonado | 2:0 | Central Español | Domingo Burgueño Miguel | 10 de marzo | 16:00 |
| Plaza Colonia       | 2:0 | Tacuarembó      | Parque Juan Prandi      | 10 de marzo | 16:00 |
| Villa Española      | 0:4 | Juventud        | Obdulio Varela          | 11 de marzo | 16:00 |
| Miramar Misiones    | 0:0 | Villa Teresa    | Luis Méndez Piana       | 11 de marzo | 16:00 |

| Fecha 3         | Fecha 3   | Fecha 3             | Fecha 3         | Fecha 3     | Fecha 3 |
| Local           | Resultado | Visitante           | Estadio         | Fecha       | Hora    |
| --------------- | --------- | ------------------- | --------------- | ----------- | ------- |
| Villa Teresa    | 2:0       | Oriental            | José Nasazzi    | 17 de marzo | 10:05   |
| Rentistas       | 1:1       | Miramar Misiones    | Parque Palermo  | 17 de marzo | 10:05   |
| Cerrito         | 1:3       | Sud América         | Parque Maracaná | 17 de marzo | 16:00   |
| Central Español | 0:3       | Villa Española      | Parque Palermo  | 17 de marzo | 16:00   |
| Juventud        | 3:0       | Albion              | Parque Artigas  | 17 de marzo | 16:00   |
| Cerro Largo     | 0:0       | Plaza Colonia       | Antonio Ubilla  | 17 de marzo | 17:00   |
| Tacuarembó      | 0:0       | Deportivo Maldonado | Raúl Goyenola   | 17 de marzo | 20:00   |

| Sud América         | 0:1 | Juventud        | Parque Paladino         | 24 de marzo | 10:05 |
| Oriental            | 2:1 | Rentistas       | Martínez Monegal        | 24 de marzo | 16:00 |
| Albion              | 1:0 | Central Español | José Nasazzi            | 24 de marzo | 16:00 |
| Miramar Misiones    | 1:1 | Cerrito         | Luis Méndez Piana       | 24 de marzo | 16:00 |
| Villa Española      | 0:3 | Tacuarembó      | Obdulio Varela          | 24 de marzo | 16:00 |
| Deportivo Maldonado | 3:1 | Cerro Largo     | Domingo Burgueño Miguel | 25 de marzo | 16:00 |
| Plaza Colonia       | 1:0 | Villa Teresa    | Parque Juan Prandi      | 25 de marzo | 16:00 |

| Fecha 5          | Fecha 5   | Fecha 5             | Fecha 5           | Fecha 5     | Fecha 5 |
| Local            | Resultado | Visitante           | Estadio           | Fecha       | Hora    |
| ---------------- | --------- | ------------------- | ----------------- | ----------- | ------- |
| Miramar Misiones | 2:1       | Oriental            | Luis Méndez Piana | 31 de marzo | 10:05   |
| Juventud         | 0:2       | Cerrito             | Parque Artigas    | 31 de marzo | 16:00   |
| Central Español  | 2:1       | Sud América         | Parque Palermo    | 31 de marzo | 16:00   |
| Tacuarembó       | 1:1       | Albion              | Raúl Goyenola     | 31 de marzo | 19:00   |
| Rentistas        | 2:3       | Plaza Colonia       | Parque Palermo    | 1 de abril  | 16:00   |
| Villa Teresa     | 2:1       | Deportivo Maldonado | José Nasazzi      | 1 de abril  | 16:00   |
| Cerro Largo      | 2:0       | Villa Española      | Antonio Ubilla    | 1 de abril  | 16:00   |

| Albion              | 1:0 | Cerro Largo      | José Nasazzi                | 7 de abril | 10:00 |
| Deportivo Maldonado | 1:2 | Rentistas        | Estadio Julio Cesar Abbadie | 7 de abril | 16:00 |
| Sud América         | 1:2 | Tacuarembó       | Parque Viera                | 7 de abril | 16:00 |
| Juventud            | 0:0 | Central Español  | Parque Artigas              | 7 de abril | 16:00 |
| Plaza Colonia       | 2:2 | Miramar Misiones | Parque Juan Prandi          | 7 de abril | 16:00 |
| Villa Española      | 1:1 | Villa Teresa     | Obdulio Varela              | 7 de abril | 16:00 |
| Cerrito             | 2:1 | Oriental         | Parque Maracaná             | 7 de abril | 16:00 |

| Miramar Misiones | 2:3 | Deportivo Maldonado | Luis Méndez Piana       | 14 de abril | 10:05 |
| Central Español  | 0:1 | Cerrito             | Parque Palermo          | 14 de abril | 15:00 |
| Cerro Largo      | 0:0 | Sud América         | Antonio Ubilla          | 14 de abril | 16:00 |
| Tacuarembó       | 1:2 | Juventud            | Raúl Goyenola           | 14 de abril | 16:00 |
| Oriental         | 2:3 | Plaza Colonia       | Domingo Burgueño Miguel | 14 de abril | 16:00 |
| Rentistas        | 3:0 | Villa Española      | Parque Palermo          | 15 de abril | 10:05 |
| Villa Teresa     | 2:0 | Albion              | José Nasazzi            | 15 de abril | 16:00 |

| Juventud            | 1:2 | Cerro Largo      | Parque Artigas  | 21 de abril | 10:05 |
| Albion              | 0:2 | Rentistas        | José Nasazzi    | 21 de abril | 15:30 |
| Sud América         | 2:1 | Villa Teresa     | Parque Artigas  | 21 de abril | 15:30 |
| Deportivo Maldonado | 0:0 | Oriental         | J.C. Abbadie    | 21 de abril | 15:30 |
| Central Español     | 1:2 | Tacuarembó       | Parque Palermo  | 21 de abril | 15:30 |
| Villa Española      | 4:0 | Miramar Misiones | Obdulio Varela  | 21 de abril | 15:30 |
| Cerrito             | 2:2 | Plaza Colonia    | Parque Maracaná | 21 de abril | 15:30 |

| Cerro Largo      | 1:0 | Central Español     | Antonio Ubilla     | 28 de abril | 15:30 |
| Oriental         | 1:1 | Villa Española      | Martínez Monegal   | 28 de abril | 15:30 |
| Plaza Colonia    | 0:0 | Deportivo Maldonado | Parque Juan Prandi | 28 de abril | 15:30 |
| Tacuarembó       | 1:0 | Cerrito             | Raúl Goyenola      | 28 de abril | 19:00 |
| Villa Teresa     | 0:2 | Juventud            | José Nasazzi       | 5 de mayo   | 10:05 |
| Miramar Misiones | 2:2 | Albion              | Luis Méndez Piana  | 6 de mayo   | 15:30 |
| Rentistas        | 1:1 | Sud América         | Parque Palermo     | 6 de mayo   | 15:30 |

| Juventud        | 4:3 | Rentistas           | Parque Artigas   | 12 de mayo | 10:05 |
| Albion          | 2:3 | Oriental            | Parque Paladino  | 12 de mayo | 15:30 |
| Sud América     | 1:0 | Miramar Misiones    | Estadio Olímpico | 12 de mayo | 15:30 |
| Cerrito         | 0:4 | Deportivo Maldonado | Parque Maracaná  | 12 de mayo | 15:30 |
| Central Español | 1:1 | Villa Teresa        | Parque Palermo   | 12 de mayo | 15:30 |
| Villa Española  | 1:1 | Plaza Colonia       | Obdulio Varela   | 12 de mayo | 15:30 |
| Tacuarembó      | 0:0 | Cerro Largo         | Raúl Goyenola    | 13 de mayo | 16:00 |

| Cerro Largo         | 3:4 | Cerrito         | Antonio Ubilla          | 19 de mayo | 10:05 |
| Rentistas           | 0:4 | Central Español | José Nasazzi            | 19 de mayo | 10:05 |
| Miramar Misiones    | 0:2 | Juventud        | Luis Méndez Piana       | 19 de mayo | 15:00 |
| Oriental            | 1:2 | Sud América     | Martínez Monegal        | 19 de mayo | 15:00 |
| Plaza Colonia       | 1:1 | Albion          | Parque Juan Prandi      | 19 de mayo | 15:00 |
| Deportivo Maldonado | 1:0 | Villa Española  | Domingo Burgueño Miguel | 19 de mayo | 15:00 |
| Villa Teresa        | 3:0 | Tacuarembó      | José Nasazzi            | 20 de mayo | 15:00 |

| Juventud        | 2:1 | Oriental            | Parque Viera     | 26 de mayo | 10:05 |
| Cerrito         | 1:1 | Villa Española      | Parque Maracaná  | 26 de mayo | 15:00 |
| Albion          | 1:0 | Deportivo Maldonado | José Nasazzi     | 26 de mayo | 15:00 |
| Sud América     | 1:1 | Plaza Colonia       | Estadio Olímpico | 26 de mayo | 15:00 |
| Central Español | 3:0 | Miramar Misiones    | Parque Palermo   | 26 de mayo | 15:00 |
| Tacuarembó      | 1:1 | Rentistas           | Raúl Goyenola    | 27 de mayo | 15:00 |
| Cerro Largo     | 1:0 | Villa Teresa        | Antonio Ubilla   | 27 de mayo | 15:30 |

| Rentistas           | 0:2 | Cerro Largo     | Parque Palermo          | 2 de junio | 10:05 |
| Plaza Colonia       | 2:0 | Juventud        | Parque Juan Prandi      | 2 de junio | 15:00 |
| Villa Española      | 2:1 | Albion          | Obdulio Varela          | 2 de junio | 15:00 |
| Oriental            | 1:3 | Central Español | Martínez Monegal        | 2 de junio | 15:00 |
| Miramar Misiones    | 1:1 | Tacuarembó      | Raúl Goyenola           | 2 de junio | 15:00 |
| Villa Teresa        | 3:1 | Cerrito         | José Nasazzi            | 3 de junio | 15:00 |
| Deportivo Maldonado | 2:1 | Sud América     | Domingo Burgueño Miguel | 3 de junio | 15:00 |

## Segunda Rueda
| Rentistas           | 1:2 | Villa Teresa    | Parque Palermo          | 28 de julio | 15:00 |
| Albion              | 1:2 | Cerrito         | José Nasazzi            | 28 de julio | 15:00 |
| Villa Española      | 0:0 | Sud América     | Obdulio Varela          | 28 de julio | 15:00 |
| Deportivo Maldonado | 0:1 | Juventud        | Domingo Burgueño Miguel | 28 de julio | 15:00 |
| Plaza Colonia       | 0:2 | Central Español | Parque Juan Prandi      | 28 de julio | 15:00 |
| Tacuarembó          | 3:3 | Oriental        | Raúl Goyenola           | 29 de julio | 15:00 |
| Miramar Misiones    | 1:1 | Cerro Largo     | Luis Méndez Piana       | 31 de julio | 15:00 |

| Cerrito         | 1:0 | Rentistas           | Parque Maracaná | 4 de agosto | 10:05 |
| Villa Teresa    | 2:2 | Miramar Misiones    | José Nasazzi    | 4 de agosto | 15:00 |
| Sud América     | 2:2 | Albion              | Parque Paladino | 4 de agosto | 15:00 |
| Central Español | 0:0 | Deportivo Maldonado | Parque Palermo  | 4 de agosto | 15:00 |
| Juventud        | 2:2 | Villa Española      | Parque Artigas  | 4 de agosto | 15:00 |
| Tacuarembó      | 0:1 | Plaza Colonia       | Raúl Goyenola   | 5 de agosto | 15:00 |
| Cerro Largo     | 1:0 | Oriental            | Antonio Ubilla  | 5 de agosto | 15:00 |

| Albion              | 1:0 | Juventud        | José Nasazzi            | 11 de agosto | 10:05 |
| Oriental            | 1:1 | Villa Teresa    | Martínez Monegal        | 11 de agosto | 15:00 |
| Villa Española      | 1:4 | Central Español | Obdulio Varela          | 11 de agosto | 15:00 |
| Deportivo Maldonado | 3:2 | Tacuarembó      | Domingo Burgueño Miguel | 11 de agosto | 15:00 |
| Plaza Colonia       | 0:0 | Cerro Largo     | Parque Juan Prandi      | 11 de agosto | 15:00 |
| Miramar Misiones    | 0:2 | Rentistas       | Luis Méndez Piana       | 11 de agosto | 15:00 |
| Sud América         | 0:1 | Cerrito         | Parque Paladino         | 12 de agosto | 15:00 |

| Rentistas       | 0:2 | Oriental            | Parque Palermo  | 18 de agosto | 10:05 |
| Villa Teresa    | 2:3 | Plaza Colonia       | José Nasazzi    | 18 de agosto | 10:05 |
| Central Español | 1:3 | Albion              | Parque Palermo  | 18 de agosto | 15:00 |
| Juventud        | 4:2 | Sud América         | Parque Artigas  | 18 de agosto | 15:00 |
| Cerro Largo     | 1:0 | Deportivo Maldonado | Antonio Ubilla  | 18 de agosto | 15:00 |
| Cerrito         | 1:1 | Miramar Misiones    | Parque Maracaná | 18 de agosto | 15:00 |
| Tacuarembó      | 4:4 | Villa Española      | Raúl Goyenola   | 19 de agosto | 15:00 |

| Oriental            | 0:1 | Miramar Misiones | Martínez Monegal        | 24 de agosto | 15:00 |
| Albion              | 0:0 | Tacuarembó       | José Nasazzi            | 24 de agosto | 15:00 |
| Sud América         | 1:1 | Central Español  | Obdulio Varela          | 24 de agosto | 15:00 |
| Villa Española      | 1:2 | Cerro Largo      | Obdulio Varela          | 25 de agosto | 10:05 |
| Cerrito             | 2:2 | Juventud         | Parque Maracaná         | 25 de agosto | 15:00 |
| Deportivo Maldonado | 2:1 | Villa Teresa     | Domingo Burgueño Miguel | 26 de agosto | 15:00 |
| Plaza Colonia       | 0:1 | Rentistas        | Parque Juan Prandi      | 26 de agosto | 15:00 |

| Central Español  | 1:0 | Juventud            | Parque Palermo    | 1º de septiembre | 10:05 |
| Villa Teresa     | 2:0 | Villa Española      | José Nasazzi      | 1º de septiembre | 15:00 |
| Miramar Misiones | 3:1 | Plaza Colonia       | Luis Méndez Piana | 1º de septiembre | 15:00 |
| Oriental         | 0:1 | Cerrito             | Martínez Monegal  | 1º de septiembre | 15:00 |
| Tacuarembó       | 0:1 | Sud América         | Raúl Goyenola     | 2 de septiembre  | 15:00 |
| Rentistas        | 0:3 | Deportivo Maldonado | Parque Palermo    | 2 de septiembre  | 15:00 |
| Cerro Largo      | 1:1 | Albion              | Antonio Ubilla    | 4 de septiembre  | 15:00 |

| Sud América         | 1:1 | Cerro Largo      | Obdulio Varela          | 8 de septiembre | 10:05 |
| Cerrito             | 0:1 | Central Español  | Parque Maracaná         | 8 de septiembre | 15:30 |
| Juventud            | 1:1 | Tacuarembó       | Parque Artigas          | 8 de septiembre | 15:30 |
| Albion              | 1:3 | Villa Teresa     | José Nasazzi            | 8 de septiembre | 15:30 |
| Plaza Colonia       | 1:1 | Oriental         | Parque Juan Prandi      | 8 de septiembre | 16:00 |
| Villa Española      | 1:2 | Rentistas        | Obdulio Varela          | 9 de septiembre | 11:00 |
| Deportivo Maldonado | 1:2 | Miramar Misiones | Domingo Burgueño Miguel | 9 de septiembre | 15:30 |

| Rentistas        | 2:2 | Albion              | Centenario         | 15 de septiembre | 13:00 |
| Villa Teresa     | 2:2 | Sud América         | José Nasazzi       | 15 de septiembre | 15:30 |
| Cerro Largo      | 1:0 | Juventud            | Antonio Ubilla     | 15 de septiembre | 15:30 |
| Tacuarembó       | 3:0 | Central Español     | Raúl Goyenola      | 15 de septiembre | 15:30 |
| Plaza Colonia    | 1:0 | Cerrito             | Parque Juan Prandi | 15 de septiembre | 15:30 |
| Oriental         | 1:1 | Deportivo Maldonado | Martínez Monegal   | 16 de septiembre | 15:30 |
| Miramar Misiones | 0:1 | Villa Española      | Luis Tróccoli      | 16 de septiembre | 15:30 |

| Juventud            | 1:0 | Villa Teresa     | Parque Artigas          | 22 de septiembre | 10:05 |
| Albion              | 2:3 | Miramar Misiones | José Nasazzi            | 22 de septiembre | 15:30 |
| Sud América         | 2:0 | Rentistas        | Obdulio Varela          | 22 de septiembre | 15:30 |
| Central Español     | 0:0 | Cerro Largo      | Parque Palermo          | 22 de septiembre | 15:30 |
| Cerrito             | 1:0 | Tacuarembó       | Parque Maracaná         | 22 de septiembre | 15:30 |
| Deportivo Maldonado | 2:3 | Plaza Colonia    | Domingo Burgueño Miguel | 22 de septiembre | 15:30 |
| Villa Española      | 2:1 | Oriental         | Obdulio Varela          | 23 de septiembre | 15:30 |

| Rentistas           | 0:3 | Juventud        | Obdulio Varela      | 6 de octubre | 10:05 |
| Oriental            | 1:1 | Albion          | Martínez Monegal    | 6 de octubre | 16:00 |
| Miramar Misiones    | 0:1 | Sud América     | Luis Méndez Piana   | 6 de octubre | 16:00 |
| Deportivo Maldonado | 1:1 | Cerrito         | Julio César Abbadie | 6 de octubre | 16:00 |
| Villa Teresa        | 3:0 | Central Español | José Nasazzi        | 6 de octubre | 16:00 |
| Plaza Colonia       | 2:0 | Villa Española  | Parque Juan Prandi  | 6 de octubre | 16:00 |
| Cerro Largo         | 3:1 | Tacuarembó      | Antonio Ubilla      | 6 de octubre | 16:00 |

| Cerrito         | 0:1 | Cerro Largo         | Parque Maracaná | 13 de octubre | 10:15 |
| Albion          | 0:2 | Plaza Colonia       | José Nasazzi    | 13 de octubre | 10:15 |
| Tacuarembó      | 2:1 | Villa Teresa        | Raúl Goyenola   | 13 de octubre | 10:15 |
| Juventud        | 1:1 | Miramar Misiones    | Parque Artigas  | 13 de octubre | 10:15 |
| Sud América     | 0:1 | Oriental            | Parque Capurro  | 13 de octubre | 16:00 |
| Central Español | 1:2 | Rentistas           | Parque Palermo  | 13 de octubre | 16:00 |
| Villa Española  | 2:0 | Deportivo Maldonado | Obdulio Varela  | 14 de octubre | 16:00 |

| Rentistas           | 1:3 | Tacuarembó      | Parque Palermo      | 20 de octubre | 10:30 |
| Villa Teresa        | 2:3 | Cerro Largo     | José Nasazzi        | 20 de octubre | 10:30 |
| Villa Española      | 3:0 | Cerrito         | Obdulio Varela      | 20 de octubre | 10:30 |
| Deportivo Maldonado | 0:0 | Albion          | Julio César Abbadie | 20 de octubre | 10:30 |
| Plaza Colonia       | 1:1 | Sud América     | Parque Juan Prandi  | 20 de octubre | 10:30 |
| Oriental            | 1:4 | Juventud        | Martínez Monegal    | 20 de octubre | 10:30 |
| Miramar Misiones    | 1:1 | Central Español | Luis Méndez Piana   | 20 de octubre | 10:30 |

| Central Español | 3:3 | Oriental            | Parque Palermo   | 27 de octubre | 10:15 |
| Albion          | 1:0 | Villa Española      | José Nasazzi     | 27 de octubre | 10:15 |
| Tacuarembó      | 2:0 | Miramar Misiones    | Raúl Goyenola    | 27 de octubre | 10:15 |
| Cerrito         | 3:2 | Villa Teresa        | Parque Maracaná  | 27 de octubre | 10:30 |
| Sud América     | 2:2 | Deportivo Maldonado | Estadio Olímpico | 27 de octubre | 11:00 |
| Cerro Largo (C) | 2:0 | Rentistas           | Antonio Ubilla   | 27 de octubre | 15:00 |
| Juventud        | 4:1 | Plaza Colonia       | Parque Artigas   | 27 de octubre | 15:00 |

## Tabla del descenso
| Pos.                                        | Equipos             | PJ 2017 | PTS 2017 | PJ 2018 | PTS 2018 | Puntos | Promedio |
| ------------------------------------------- | ------------------- | ------- | -------- | ------- | -------- | ------ | -------- |
| 1°                                          | Juventud            | -       | -        | 26      | 50       | 50     | 1,923    |
| 2°                                          | Cerro Largo         | 28      | 42       | 26      | 51       | 93     | 1,722    |
| 3°                                          | Plaza Colonia       | -       | -        | 26      | 44       | 44     | 1,692    |
| 4°                                          | Cerrito             | 28      | 42       | 26      | 37       | 79     | 1,462    |
| 5º                                          | Deportivo Maldonado | 28      | 39       | 26      | 35       | 74     | 1,370    |
| 6°                                          | Sud América         | -       | -        | 26      | 35       | 35     | 1,346    |
| 7°                                          | Villa Teresa        | 28      | 36       | 26      | 36       | 72     | 1,333    |
| 8°                                          | Central Español     | 28      | 39       | 26      | 32       | 71     | 1,314    |
| 9°                                          | Tacuarembó          | 28      | 34       | 26      | 35       | 69     | 1,277    |
| 10°                                         | Rentistas           | 28      | 36       | 26      | 28       | 64     | 1,185    |
| 11°                                         | Villa Española      | 28      | 35       | 26      | 29       | 64     | 1,185    |
| 12°                                         | Albion              | -       | -        | 26      | 28       | 28     | 1,076    |
| 13°                                         | Miramar Misiones    | 28      | 31       | 26      | 26       | 57     | 1,055    |
| 14°                                         | Oriental            | 28      | 28       | 26      | 23       | 51     | 0,944    |
| Última actualización: 27 de octubre de 2018 |                     |         |          |         |          |        |          |

|  | Descendieron al Campeonato Uruguayo de Segunda División B Nacional 2019 |